# Herman Helpt
Herman Helpt is een Nederlands televisieprogramma, dat in het najaar van 2006 te zien is op RTL 5. In het programma gaat Herman den Blijker elke aflevering langs een de keuken van een bedrijf, instelling, enz., om er mee te helpen het eten beter te bereiden of ander voedsel op de kaart te zetten. Den Blijker moet hierbij rekening houden met het budget van de keuken. Assistent David Crouwel helpt hem hierbij. Vaak worden er veel gerechten van de kaart geschrapt, en worden er makkelijker te maken gerechten bijgeplaatst.
Het programma is vrij succesvol. De eerste aflevering trok bijna 750.000 kijkers. De afleveringen daarna trokken minder kijkers.
Den Blijker gaat vaak langs bij keukens op opmerkelijke plaatsen. Zo ging hij al langs bij een boorplatform, een bejaardenhuis en een duikboot. Ook is hij een keer naar het buitenland geweest, namelijk Noorwegen.
In de zomer van 2007 werden de afleveringen van het eerste seizoen herhaald op RTL 4.

## Afleveringen

### Seizoen 1
| #     | Titel           | Datum eerste uitzending |
| ----- | --------------- | ----------------------- |
| 1 (1) | De Brandweer    | 3 oktober 2006          |
| 2 (2) | Bejaardentehuis | ?                       |
| 3 (3) | De Marine       | ?                       |
| 4 (4) | Noorwegen       | ?                       |
| 5 (5) | Gezinnen        | ?                       |
| 6 (6) | Roeivereniging  | ?                       |
| 7 (7) | Klooster        | 14 november 2006        |

### Seizoen 2
| #      | Titel               | Datum eerste uitzending |
| ------ | ------------------- | ----------------------- |
| 1 (8)  | Weeshuis Polen      | 2 december 2008         |
| 2 (9)  | Voedselbank         | 9 december 2008         |
| 3 (10) | Tehuis Ruma Kitah   | 16 december 2008        |
| 4 (11) | Stichting Maaszicht | 23 december 2008        |